# Urs Riedener
Urs Riedener (* 1965) ist ein Schweizer Manager.

## Leben und Wirken
Riedener studierte an der Universität St. Gallen Wirtschafts-, Rechts- und Sozialwissenschaften mit Schwerpunkt Marketing und schloss erfolgreich ab. Von 1995 bis 2000 arbeitete er bei Lindt & Sprüngli, zuvor war er bei Kraft Jacobs Suchard beschäftigt. Von 2003 bis 2008 war er beim Migros-Genossenschafts-Bund im Departement Marketing und als Mitglied der Generaldirektion tätig. Von 2008 bis 2022 war er CEO der Emmi AG. Ausserdem ist er Verwaltungsratsmitglied der Bystronic AG sowie seit 2015 Vorstandsmitglied der Schweizerischen Management Gesellschaft und war früher Vorstandsmitglied von Promarca (Schweizerischer Markenartikelverband) sowie von der GfM (Schweizerische Gesellschaft für Marketing). Die Generalversammlung der Emmi AG vom 13. April 2023 wählte Riedener zum Verwaltungsratspräsidenten. Zudem nahm Riedener auf Anfang 2023 Einsitz im Aufsichtsrat der Schwarz-Gruppe. Im gleichen Jahr wurde er in den Sandoz-Verwaltungsrat gewählt.